# Focus Style
Das Focus Style ist eine vierfarbige Beilage, ein sogenanntes Supplement, das vierteljährlich im Focus erscheint.

## Geschichte
Das Supplement erschien 2005 bis 2015 zunächst unter dem Namen „Focus Mann – Special Männer, Mode, Stil“. 2019 übernahm die Agentur TAOS die inhaltliche Gestaltung. Der Name wurde in Focus Style geändert. Damals erschien das Heft zweimal im Jahr. Seit 2022 leitet Jörg Harlan-Rohleder die Chefredaktion. Er stellte das Team neu auf, überarbeitete das Konzept und brachte das Heft fortan vierteljährlich heraus, inzwischen sechs Mal im Jahr. Inhaltlich dreht sich die Beilage vor allem um Mode für Männer und Lifestyle-Themen. Auf dem Titelbild der ersten Ausgabe unter Harlan-Rohleder erschien der Fußballer Robert Lewandowski, fotografiert von Juergen Teller. Weitere Titelfiguren waren unter anderem Bryan Adams, Baz Luhrmann, Otto Waalkes, Jared Leto, Georgio Armani.

## Bekannte Autoren
Zu den Kolumnisten gehören die Journalisten Thilo Mischke und Mark van Huisseling.

## Auszeichnungen

### 2025
- European Magazine Award in der Kategorie "Photography – Portrait", Fotograf: Andreas Mühe[14]
- Der bronzene Nagel des ADC Wettbewerbs in der Kategorie Editorial[15]

### 2024
- German Design Award in der Kategorie Editorial[16]
- European Magazine Award in der Kategorie Cover One-Shot[17]
- Der silberne Nagel des ADC Wettbewerbs in der Kategorie Editorial[18]

### 2023
- European Magazine Award in der Kategorie Cover Konzept[19]